# نيكولاس هوكسمور
نيكولاس هوكسمور (نحو عام 1661 - 25 مارس 1736) مهندس معماري إنجليزي وشخصية بارزة في أسلوب العمارة الباروكي الإنجليزي في أواخر القرن السابع عشر وأوائل القرن الثامن عشر. عمل هوكسمور إلى جانب المهندسين المعماريين الرئيسيين في ذلك الوقت، كريستوفر رِن وجون فانبرو، وساهم في تصميم بعض المباني الأكثر شهرة حينها، بما في ذلك كاتدرائية القديس بولس والكنائس التي صممها رِن في مدينة لندن ومستشفى غرينتش، وقصر بلاينهايم وقلعة هوارد. لم يُنسب جزء من أعماله إليه بشكل صحيح، إلا مؤخرًا، وانتقل تأثيره إلى العديد من الشعراء والمؤلفين في القرن العشرين.

## حياته
ولد هوكسمور في نوتنغهامشير في عام 1661 لعائلة مزارعين تعمل لدى الإقطاعيين، ومن المؤكد تقريبًا في شرق درايتون أو قرية راجنال، نوتنغهامشاير. ترك أملاكًا عند وفاته في منطقة راجنال في دنهام القريبة ومنزلًا وأرضًا في غريت درايتون. من غير المعروف أين تلقى هوكسمور تعليمه الذي ربما كان أكثر من مجرد معرفة القواعد الأساسية للقراءة والكتابة. كتب جورج فيرتيو الذي كان لعائلته أملاكًا في حصة هوكسمور من نوتنغهامشاير في عام 1731، أن هوكسمور أُخذ عندما كان شابًا ليعمل كاتبًا لدى «القاضي ميلوست في يوركشاير، حيث قام السيد غاوج الأب ببعض أعمال السقوف المتشابكة، بعد ذلك جاء السيد هوكسمور إلى لندن وأصبح نساخًا لدى كريستوفر رِن، ومن ثم أصبح مهندسًا معماريًا».

### تدريبه المهني
عندما سمع رٍن عن «مهارته المبكرة وعبقريته» في الهندسة المعمارية، عينه نسّاخًا لديه في سن الثامنة عشرة تقريبًا. يحتوي كتاب رسومات مبكر باقٍ إلى اليوم على رسومات تخطيطية وملاحظات، يعود تاريخ بعضها إلى عامي 1680 و1683، رسومات لمبانٍ في نوتنغهام وكوفنتري ووريك وباث وبريستول وأكسفورد ونورثامبتون. تظهر هذه الرسومات غير الاحترافية إلى حدٍّ ما، والموجودة اليوم في مجموعة رسومات المعهد الملكي للمهندسين المعماريين البريطانيين، أن هوكسمور كان لا يزال يتعلم تقنيات مهنته الجديدة في سن الثانية والعشرين. تعيّن في أول منصب رسمي له، وهو نائب كبير مساحي رِن في قصر وينشستر منذ عام 1683 وحتى فبراير من عام 1685. يظهر توقيع هوكسمور على عقدٍ يعود لصانع الطوب في قصر وينشستر في نوفمبر من عام 1684. دفع رِن لهوكسمور شلنين يوميًا في عام 1685 كمساعد له في مكتبه في وايت هول.
عمل هوكسمور مع كريستوفر رِن في مشاريع تضمنت مستشفى تشيلسي وكاتدرائية القديس بولس وقصر هامبتون كورت ومستشفى غرينتش (لندن) منذ نحو عام 1684 وحتى نحو عام 1700. بفضل نفوذ رِن كمسّاح عام، عُيّن هوكسمور رئيسًا للأشغال في قصر كنسينغتون في لندن (1689) ونائب كبير المسّاحين في غرينتش (1705). وعندما حل المسّاح الهاوي الجديد ويليام بنسون محل رِن في عام 1718، حُرم هوكسمور من منصبيه لتوفير مكان لشقيق بنسون. كتب فانبرو في عام 1721: «مسكين هوكسمور»، «يا له من عصر بربري تتداعى فيه أركانه الرائعة البارعة. ما الذي سيقدمه مونسر: كولبير في فرنسا لمثل هذا الرجل؟» وفقط في عام 1726 وبعد وفاة هيويت خليفة ويليام بنسون، أُعيد هوكسمور إلى منصب السكرتير. عُيّن هوكسمور قائمًا بالمسح لمفوضي الصرف الصحي في وستمنستر في عام 1696، ولكنه أقيل من المنصب في عام 1700 بعد إهماله حضور المحكمة عدة أيام.

#### تطوره المهني
صمم هوكسمور المنزل الريفي الباروكي الطراز، إيستون نيستون في نورثهامبتونشاير لصالح السير ويليام فيرمور في عام 1702. وكان هذا المنزل الريفي الوحيد الذي صممه بمفرده كمهندسٍ معماري دون مشاركة من أحد، على الرغم من أنه أعاد تصميم منزل أوكهام على نطاق واسع من جديد لصالح اللورد رئيس المحكمة العليا كينج، لكنّ معظمه قد دُمّر الآن. لم يكتمل مشروع إيستون نيستون كما كان ينوي وبقيت الأجنحة المتناظرة وأعمدة المدخل من دون تنفيذ. عمل هوكسمور بعد ذلك لبعض الوقت مع السير جون فانبرو وساعده في بناء قصر بلينهايم لجون تشرشل، دوق مارلبورو الأول، إذ تولى المسؤولية منذ عام 1705، بعد انفصال فانبرو الأخير عن دوقة مارلبورو المتطلبة، وفي بناء قلعة هوارد العائدة لتشارلز هوارد الذي أصبح فيما بعد إيرل كارلايل الثالث. عين جون فانبرو هوكسمور نائبًا له كمراقب للأشغال في يوليو من عام 1721. لا شك في أن هوكسمور نقل الأساس المهني الذي تلقاه من رِن إلى الهواة اللامعين، ولكن يمكن القول أيضًا أن التطوير المعماري لرن كان نتيجة لإقناع تلميذه هوكسمور.
برز هوكسمور كشخصية معمارية رئيسة مع حلول عام 1700، وأثبت في السنوات العشرين التالية أنه أحد أعظم أساتذة الباروك الإنجليزي. اشتق أسلوبه المعماري الباروكي، الكلاسيكي والقوطي إلى حد ما، من استكشافه للعصور الكلاسيكية القديمة وعصر النهضة والعصور الوسطى الإنجليزية والباروك الإيطالي المعاصر. لم يسافر هوكسمور أبدًا إلى إيطاليا في جولة كبرى على عكس العديد من معاصريه الأثرياء، ولربما كان قد تأثر بأسلوب الهندسة المعمارية هناك، لكنه درس النقوش بدلًا من ذلك وخاصة آثار روما القديمة وإعادة بناء هيكل سليمان.

### عمله في أكسفورد وكامبريدج
مع اقتراب هوكسمور من سن الخمسين، بدأ في إنتاج أعمال لجامعتي أكسفورد وكامبريدج. كُلّف في عام 1713 بإكمال كلية الملك في كامبريدج: يتكون المخطط من مبنى الزملاء على طول متنزه الكلية، وتوجد مقابل الكنيسة مجموعة ضخمة من المباني التي تحتوي على القاعة الكبرى والمطابخ، وإلى الجنوب منها المكتبة ونزل العميد. نجت المخططات ونماذجها الخشبية، لكن اتضح أنها مكلفة للغاية فأنتج هوكسمور تصميمًا ثانيًا مصغرًا. خسرت الكلية أموالها التي استثمرتها في شركة البحر الجنوبي عند انفجار «الفقاعة الاقتصادية» «فقاعة بحر الجنوب 1720» في عام 1720. ونتيجة لذلك، لم ينفّذ مخطط هوكسمور أبدًا؛ طُوّرت الكلية في وقت لاحق في القرن الثامن عشر على يد جيمس غيبس وفي أوائل القرن التاسع عشر على يد ويليام ويلكنز. قدم هوكسمور مقترحات لمكتبة كلية كوينز في أكسفورد في تسعينيات القرن السابع عشر. ولكن مثل العديد من مقترحاته لكلا الجامعتين، مثل كلية أول سولز ومكتبة رادكليف وكلية براسيننوز وكلية المجدلية في أكسفورد، لم يُنفذ بناء المكتبة.
ابتدع هوكسمور مخططات إعادة بناء كبيرة لوسط أكسفورد لم يُنفّذ معظمها. تقترح الرسومات التي بقيت منذ نحو عام 1713، إعادة بناء الوسط المركزي للمنطقة الأكاديمية في أكسفورد كمنتدى جامعي. كانت فكرة إنشاء مكتبة دائرية مقببة داخل ساحة مفتوحة لقمرة رادكليف، فكرة هوكسمور في البداية، ولكن ذهبت عمولة المبنى في النهاية إلى جيمس غيبس بسبب وفاة هوكسمور المفاجئة. صمم هوكسمور مبنى كلارندون في أكسفورد ومكتبة كودرينغتون والمباني الجديدة في كلية أول سولز، أكسفورد؛ وأجزاء من كلية ورسستر وأكسفورد مع السير جورج كلارك؛ وشاشة الإعلان في هاي ستريت (شارع الأعمال الرئيس) في كلية الملكة، أوكسفورد وست كنائس جديدة في لندن. دخل هوكسمور في الماسونية في عام 1730 في أكسفورد آرمز في شارع لودغيت في مدينة لندن، وهو نزل تابع للمحفل الكبير الأول في إنجلترا.